# 더 마스크드 싱어
《더 마스크드 싱어》(The Masked Singer)는 미국 폭스에서 2019년 1월 2일부터 방송되는 TV 프로그램으로, 원작인 대한민국의 《미스터리 음악쇼 복면가왕》의 포맷을 기반으로 제작되었다.

## 시즌1

### 가면 출연자
- 공작 (Peacock)
- 토끼 (Rabbit)
- 사자 (Lion)
- 몬스터 (Monster)
- 사슴 (Deer)
- 유니콘 (Unicorn)
- 하마 (Hippo)
- 꿀벌 (Bee)
- 푸들 (Poodle)
- 외계인 (Alien)
- 까마귀 (Raven)
- 파인애플 (Pineapple)[3]